# Педро Монт
Педро Монт Монт е чилийски политик, президент на Чили от 1906 до 1910 г. Син е на Мануел Монт.
Роден е през 29 юни 1849 г. и умира през 1910 г.